# Koriun
Koriun (en armenio: Կորիւն, ortografía reformada: Կորյուն; a veces Koriwn, Koryun, c. 380 - c. 450), también llamado Skanchelí («el admirable»), fue el autor de la primera obra literaria original en lengua armenia. Escribió en el siglo V, su Vida de Mashtots que contiene muchos detalles sobre la evangelización de Armenia y la invención del alfabeto armenio por Mesrop Mashtots. Algunos académicos armenios y europeos, como G. Alishán, H. Torosián, G. Findiklián, A. Saruján, G. Ter-Mkrtchián (Miabán), S. Weber y otros, han especulado que Koriun podría haber sido de etnia georgiana (Iberia) o georgiano-armenio.Sin embargo, el académico Manuk Abeghián opina que esta interpretación es un error resultante de una corrupción textual.
Koriun fue uno de los discípulos reunidos en Vagharshapat y capacitados como predicadores en 406 después de la creación del alfabeto armenio por Mashtots. Era el más joven de los alumnos de Mashtots. Koriun y los otros discípulos fueron mandados a varias regiones de Armenia a enseñar. Alrededor del año 429 Koriun marchó a Bizancio para realizar estudios superiores. Regresó a Armenia con otros estudiantes después del año 431 con manuscritos griegos para la revisión de la Biblia armenio y los cánones de los concilios ecuménicos de Nicea y Éfeso. Era amigo cercano de Eznik Koghbatsi y Ghevond. Es posible que posteriormente fuera nombrado obispo de Georgia.
Después de la muerte de Mashtots, Hovsep Hoghotsmetsi, uno de los líderes espirituales en ese momento, le encargó a Koriun que comenzara a escribir la biografía de Mesrop. Obra que de forma moderna se conoce como Vida de Mashtots (en armenio: Vark Mashtotsi). Terminó su trabajo en o después del año 443 y antes de la batalla de Avarair en 451 y los nuevos desarrollos políticos en la región. Su estilo es original, pero algo oscuro debido a irregularidades gramaticales. A él se le han atribuido las traducciones de los tres libros apócrifos de los Macabeos. Koriun es el origen de la afirmación de que el alfabeto georgiano fue creado por Mashtots. En época moderna se ha traducido al ruso, inglés, francés, alemán e italiano.

## Otras lecturas
- La Porta, Sergio (2018). "Koriwn". Diccionario Oxford de Antigüedad Tardía. Oxford University Press. ISBN 978-0-19-866277-8.

- Datos: Q2363585
- Multimedia: Koryun / Q2363585